# Ialtris dorsalis
Espèce
Synonymes
- Philodryas dorsalis Günther, 1858
- Ialtris vultuosa Cope, 1862

Ialtris dorsalis  est une espèce de serpents de la famille des Dipsadidae.

## Répartition
Cette espèce est endémique d'Hispaniola. Elle se rencontre aussi sur l'île-à-Vache, l'île de La Gonâve et l'île de la Tortue.

## Publication originale
- Günther, 1858 : Catalogue of Colubrine Snakes in the Collection of the British Museum, London, p. 1-281 (texte intégral).